# Listă de premii și nominalizări ale Selenei Gomez
{hatnote|Pentru lista de premii și nominalizări a formației Selena Gomez & The Scene, vezi lista premiilor și nominalizărilor formației Selena Gomez & the Scene.
Aceasta este o listă de premii și nominalizări ale lui Selena Gomez. Ea a câștigat numeroase premii pentru actorie; un Premiu ALMA în 2009, un Premiu Gracie în 2010, un Premiu Imagen, șapte Premii Kids' Choice, și două Premii Teen Choice pentru rolul său în Magicienii din Waverly Place. De asemenea, ea a câștigat un Premiu Hollywood Teen TV pentru rolul său în filmul Monte Carlo, un Premiu Teen Choice pentru rolurile sale în O altă Cenușăreasă modernă și Programul de protecție a prințeselor. Pentru filmul său O altă Cenușăreasă modernă, Gomez a câștigat un Premiu Young Artist și un Premiu ALMA în 2009.
În cariera sa muzicală, Gomez a câștigat un Premiu Kids' Choice, un Premiu MTV Video Music în 2013, patru Premii Radio Disney Music, și douăsprezece Premii Teen Choice. Ea a câștigat, de asemenea, două Premii Young Hollywood în 2013.

## Premiile Alliance Of Women Film Journalists
| An   | Nominație       | Categorie                           | Rezultat     | Ref.  |
| ---- | --------------- | ----------------------------------- | ------------ | ----- |
| 2013 | Spring Breakers | Actress Most in Need Of a New Agent | Nominalizare | [ 1 ] |

## Premiile ALMA
| An   | Nominație                    | Categorie                                                    | Rezultat     | Ref.  |
| ---- | ---------------------------- | ------------------------------------------------------------ | ------------ | ----- |
| 2008 | Magicienii din Waverly Place | Outstanding Female Performance in a Comedy Television Series | Nominalizare | [ 2 ] |
| 2009 | Magicienii din Waverly Place | Year In TV Comedy – Actress                                  | Câștigat     | [ 3 ] |
| 2011 | Monte Carlo                  | Actrice favorite dans un film                                | Nominalizare | [ 4 ] |
| 2011 | Magicienii din Waverly Place | Favorite TV Actress – Leading role in a comedy               | Nominalizare | [ 4 ] |
| 2011 | Selena Gomez                 | Favorite Female Music Artist                                 | Nominalizare | [ 4 ] |

## Premiile Capricho
| An   | Nominație     | Categorie     | Rezultat     | Ref.  |
| ---- | ------------- | ------------- | ------------ | ----- |
| 2013 | Come & Get It | Best Video    | Nominalizare | [ 5 ] |
| 2013 | Selenators    | Best Fan Club | Nominalizare | [ 5 ] |

## Premiile iHeartRadio Music
| An   | Nominație    | Categorie       | Rezultat     | Ref.  |
| ---- | ------------ | --------------- | ------------ | ----- |
| 2014 | Selena Gomez | Instagram Award | Nominalizare | [ 6 ] |

## Premiile Imagen Foundation
| An   | Nominație                            | Categorie                       | Rezultat     | Ref.   |
| ---- | ------------------------------------ | ------------------------------- | ------------ | ------ |
| 2008 | Magicienii din Waverly Place         | Best Actress – Television       | Nominalizare | [ 7 ]  |
| 2009 | Magicienii din Waverly Place         | Best Actress – Television       | Nominalizare | [ 8 ]  |
| 2010 | Magicienii din Waverly Place: Filmul | Best Actress – Television       | Nominalizare | [ 9 ]  |
| 2011 | Magicienii din Waverly Place         | Best Young Actress – Television | Câștigat     | [ 10 ] |
| 2012 | Magicienii din Waverly Place         | Best Young Actress – Television | Nominalizare | [ 11 ] |
| 2013 | Magicienii din Waverly Place         | Best Actress – Television       | Nominalizare | [ 12 ] |

## Premiile MTV

### Premiile MTV Europe Music
| An   | Nominație    | Categorie          | Rezultat     | Ref.   |
| ---- | ------------ | ------------------ | ------------ | ------ |
| 2013 | Selenators   | Biggest Fans       | Nominalizare | [ 13 ] |
| 2013 | Selena Gomez | Best Female Artist | Nominalizare | [ 14 ] |

## Premiile MuchMusic Video
| An   | Nominație    | Categorie                     | Rezultat | Ref.   |
| ---- | ------------ | ----------------------------- | -------- | ------ |
| 2014 | Selena Gomez | Favorite International Artist | Câștigat | [ 15 ] |

## Premiile NAACP Image
| An   | Nominație                    | Categorie                                                                 | Rezultat     | Ref.   |
| ---- | ---------------------------- | ------------------------------------------------------------------------- | ------------ | ------ |
| 2009 | Magicienii din Waverly Place | Outstanding Performance in a Youth/Children's Program – Series or Special | Nominalizare | [ 16 ] |
| 2010 | Magicienii din Waverly Place | Outstanding Performance in a Youth/Children's Program – Series or Special | Nominalizare | [ 17 ] |
| 2011 | Magicienii din Waverly Place | Outstanding Performance in a Youth/Children's Program – Series or Special | Nominalizare | [ 18 ] |

## Premiile NewNowNext
| An   | Nominație    | Categorie   | Rezultat | Ref.   |
| ---- | ------------ | ----------- | -------- | ------ |
| 2013 | Selena Gomez | Triple Play | Câștigat | [ 19 ] |

## Premiile Nickelodeon Kids' Choice

### Premiile Kids' Choice Australiene
| An   | Nominație    | Categorie       | Rezultat     | Ref.   |
| ---- | ------------ | --------------- | ------------ | ------ |
| 2014 | Selena Gomez | Favorite Hottie | Nominalizare | [ 20 ] |

### Premiile Kids' Choice (SUA)
| An   | Nominație    | Categorie              | Rezultat   | Ref.   |
| ---- | ------------ | ---------------------- | ---------- | ------ |
| 2014 | Selena Gomez | Favorite Female Singer | Câștigat   | [ 21 ] |
| 2015 | Selena Gomez | Favorite Female Singer | Cistigator |        |

## Premiile O Music
| An   | Nominație    | Categorie                      | Rezultat     | Ref. |
| ---- | ------------ | ------------------------------ | ------------ | ---- |
| 2012 | Selena Gomez | Best Artist with a Cameraphone | Câștigat     |      |
| 2013 | Selenators   | Fan Army FTW                   | Nominalizare |      |

## Premiile People's Choice
| An   | Nominație    | Categorie                    | Rezultat     | Ref.   |
| ---- | ------------ | ---------------------------- | ------------ | ------ |
| 2013 | Selenators   | Favorite Music Fan Following | Nominalizare | [ 22 ] |
| 2014 | Selena Gomez | Favorite Female Artist       | Nominalizare | [ 23 ] |

## Premiile Teen Choice
| An   | Nominație                            | Categorie                               | Rezultat     | Ref.   |
| ---- | ------------------------------------ | --------------------------------------- | ------------ | ------ |
| 2009 | Programul de protecție a prințeselor | Choice Summer TV Star – Female          | Câștigat     | [ 24 ] |
| 2009 | O altă Cenușăreasă modernă           | Choice Celebrity Dancer                 | Câștigat     | [ 24 ] |
| 2009 | Selena Gomez                         | Choice Red Carpet Fashion Icon – Female | Câștigat     | [ 24 ] |
| 2010 | Magicienii din Waverly Place         | Choice TV Actress – Comedy              | Câștigat     | [ 25 ] |
| 2010 | Selena Gomez                         | Choice Red Carpet Fashion Icon – Female | Câștigat     | [ 25 ] |
| 2010 | Ramona and Beezus                    | Choice Summer Movie Star – Female       | Nominalizare | [ 26 ] |
| 2011 | Wizards of Waverly Place             | Choice Summer TV Actress – Comedy       | Câștigat     | [ 27 ] |
| 2011 | Monte Carlo                          | Choice Summer Movie Star – Female       | Nominalizare | [ 28 ] |
| 2011 | Selena Gomez                         | Choice Summer Music Star – Female       | Nominalizare | [ 27 ] |
| 2012 | Selena Gomez                         | Choice Female Hottie                    | Câștigat     | [ 29 ] |
| 2013 | Come & Get It                        | Choice Break-Up Song                    | Câștigat     | [ 30 ] |
| 2013 | Come & Get It                        | Choice Single: Female Artist            | Nominalizare |        |
| 2013 | Selena Gomez                         | Choice Music: Female Artist             | Nominalizare | [ 30 ] |
| 2013 | Selena Gomez                         | Summer Music Star: Female               | Câștigat     |        |
| 2013 | Selena Gomez                         | Choice Female Hottie                    | Câștigat     | [ 30 ] |
| 2013 | Selena Gomez                         | Choice Smile                            | Nominalizare |        |
| 2014 | Selena Gomez                         | Ultimate Choice Award                   | Câștigat     |        |
| 2014 | Selena Gomez                         | Choice Female Hottie                    | Câștigat     |        |

## Premiile World Music
| An   | Nominație     | Categorie                            | Rezultat     | Ref.   |
| ---- | ------------- | ------------------------------------ | ------------ | ------ |
| 2014 | Come & Get It | World's Best Song                    | Nominalizare | [ 31 ] |
| 2014 | Come & Get It | World's Best Video                   | Nominalizare | [ 32 ] |
| 2014 | Selena Gomez  | World's Best Female Artist           | Nominalizare | [ 33 ] |
| 2014 | Selena Gomez  | World's Best Live Act                | Nominalizare | [ 34 ] |
| 2014 | Selena Gomez  | World's Best Entertainer Of The Year | Nominalizare | [ 35 ] |
| 2014 | Slow Down     | World's Best Video                   | Nominalizare | [ 36 ] |
| 2014 | Slow Down     | World's Best Song                    | Nominalizare | [ 35 ] |

## Premiile Young Artist
| An   | Nominație                            | Categorie                                                                      | Rezultat     | Ref.   |
| ---- | ------------------------------------ | ------------------------------------------------------------------------------ | ------------ | ------ |
| 2008 | Magicienii din Waverly Place         | Best Young Ensemble in a TV Series                                             | Nominalizare | [ 37 ] |
| 2009 | O altă Cenușăreasă modernă           | Best Performance in a TV Movie, Miniseries, or Special – Leading Young Actress | Câștigat     | [ 38 ] |
| 2009 | Magicienii din Waverly Place         | Best Performance in a TV Series – Leading Young Actress                        | Câștigat     | [ 38 ] |
| 2009 | Horton Hears a Who!                  | Best Performance in a Voice-over Role                                          | Nominalizare | [ 38 ] |
| 2010 | Programul de protecție a prințeselor | Best Performance in a TV Movie, Miniseries, or Special – Leading Young Actress | Nominalizare | [ 39 ] |